# جياكومو زاباكوستا
جياكومو زاباكوستا (بالإيطالية: Giacomo Zappacosta)‏ (21 أبريل 1988 بكييتي في إيطاليا - ) هو لاعب كرة قدم إيطالي في مركز الوسط. لعب مع فيورنتينا ونادي برو باتاريا ونادي بيسكارا ونادي كاتانزارو ونادي ليتشي وL'Aquila 1927 ‏ وItaly national football C team ‏ وASD Barletta 1922 ‏.

## روابط خارجية
- جياكومو زاباكوستا على موقع قاعدة بيانات كرة القدم.إي يو (الإنجليزية)
- جياكومو زاباكوستا على موقع Soccerway.com (الإنجليزية)